# 마이크 브라이언
마이클 “마이크” 칼 브라이언(Michael "Mike" Carl Bryan, 1978년 4월 29일 ~ )은 미국의 프로 테니스 선수이다. 쌍둥이 형제 선수인 밥 브라이언과 함께 복식팀을 이뤄 2003년 9월 처음으로 복식 세계 랭킹 1위에 오른 이래 그들은 지난 수 년 간 그랜드 슬램 복식에서 수 차례 우승하고 수 년 간 세계 랭킹 3위 이내를 유지하는 등 복식에서 뛰어난 성적을 기록하고 있다. 그는 그랜드 슬램 남자 복식에서 8회, 혼합복식에서 2회 우승했다.

## 선수 경력

### 대학
마이크 브라이언은 1997년부터 1998년까지 스탠포드 대학 테니스팀 선수로 뛰었으며, 이 기간 중 스탠포드 카디널의 NCAA 단체전 연속 우승을 도왔다. 1998년에는 밥 브라이언과 함께 NCAA 복식에서 우승했다.

### 월드 팀 테니스
두 형제는 미국의 테니스 단체전 리그인 월드 팀 테니스에서 아이다호 스니커즈와 같은 팀 소속으로 출전하면서 프로 선수 생활을 시작했다.

### 프로
마이크 브라이언은 프로로 데뷔한 이래 밥 브라이언과 함께 복식팀으로 매우 뛰어난 성적을 거두어오고 있다. 마이크 브라이언은 2010년 호주 오픈까지 59개의 복식 대회 우승을 기록 했으며, 이 중 그랜드 슬램 대회 복식 우승이 8회이다. 특히 2005년 두 형제는 4개 그랜드 슬램 대회 복식에서 모두 결승에 진출했는데, 이것은 오픈 시대 이래 두 번째 기록이었다.